# Luis Ramón Campas
Luis Ramón Campas Medina (* 6. August 1971 in Navojoa) ist ein mexikanischer Profiboxer und ehemaliger Weltmeister der IBF im Halbmittelgewicht.

## Karriere
Luis Ramón Campas begann 1987 mit dem Profiboxen und gewann gleich 56 Kämpfe in Folge, davon 50 durch Knockout. Dabei wurde er Mexikanischer Meister sowie Nordamerikanischer Meister der NABF im Weltergewicht und schlug dabei auch den unbesiegten IBF-WM-Herausforderer Roger Turner und WBC-Weltmeister Jorge Vaca. Im September 1994 unterlag er jedoch beim Kampf um den IBF-Titel im Weltergewicht gegen Félix Trinidad, hatte diesen jedoch in der zweiten Runde am Boden. Anschließend folgten wieder acht Siege gegen starke Gegner, darunter WBO-Weltmeister Genaro Léon. Im Oktober 1996 boxte er um den WBO-Titel im Weltergewicht, verlor jedoch gegen José Luis López. Eine erneute WM-Chance erhielt er nach vier gewonnenen Kämpfen, darunter einem Sieg gegen den ehemaligen olympischen Medaillengewinner Christopher Sande.
Er gewann dabei im Dezember 1997 die IBF-Weltmeisterschaft im Halbmittelgewicht vorzeitig gegen den ungeschlagenen Raúl Márquez. Im März 1998 gewann er durch Aufgabe seines Gegners Anthony Stephens am Ende der dritten Runde. Es folgten zwei weitere Titelverteidigungen gegen Pedro Ortega und Larry Barnes. Im Dezember 1998 verlor er schließlich den WM-Gürtel durch verletzungsbedingte Aufgabe an Fernando Vargas. Bis 2002 gewann er unter anderem gegen den unbesiegten Tony Ayala sowie erneut gegen Christopher Sande und die Veteranen Rob Bleakley und Tony Menefee.
Im März 2002 unterlag er beim Kampf um den WBO-Titel im Halbmittelgewicht gegen Daniel Santos. Auch beim Kampf um die WM-Titel der WBA und WBC im Mai 2003, musste er eine Niederlage gegen Óscar de la Hoya hinnehmen. In den Folgejahren erreichte er eine durchwachsene Bilanz mit Niederlagen unter anderem gegen Amin Asikainen und Matthew Macklin, sowie Siegen unter anderem gegen WBA-Weltmeister Alejandro García. Weiters erreichte er im Mai 2009 ein Unentschieden gegen Hector Camacho. Seit 2004 boxt er auch im Mittelgewicht.